# Лої Опенда
Лої Опенда (фр. Loïs Openda, нар. 16 лютого 2000, Льєж) — бельгійський футболіст, нападник клубу «РБ Лейпциг» і збірної Бельгії.

## Клубна кар'єра
Народився 16 лютого 2000 року в місті Льєж. Вихованець юнацьких команд футбольних клубів «Стандард» (Льєж) та «Брюгге».
У дорослому футболі дебютував виступами за основну команду клубу «Брюгге» 2018 року. За два сезони відіграв за неї 53 гри в усіх турнірах.

## Виступи за збірні
2016 року дебютував у складі юнацької збірної Бельгії (U-17), загалом на юнацькому рівні взяв участь у 42 іграх, відзначившись 17 забитими голами.
З 2019 року залучається до складу молодіжної збірної Бельгії. На молодіжному рівні зіграв у 15 офіційних матчах, забивши 13 голів.

## Статистика виступів

### Статистика клубних виступів
Станом на 7 березня 2020 року
| Сезон              | Команда            | Чемпіонат          | Чемпіонат | Чемпіонат | Національний кубок | Національний кубок | Національний кубок | Єврокубки | Єврокубки | Єврокубки | Інші змагання | Інші змагання | Інші змагання | Усього | Усього | Усього |
| Сезон              | Команда            | Ліга               | Ігор      | Голів     | Ліга               | Ігор               | Голів              | Ліга      | Ігор      | Голів     | Ліга          | Ігор          | Голів         | Ігор   | Голів  |        |
| ------------------ | ------------------ | ------------------ | --------- | --------- | ------------------ | ------------------ | ------------------ | --------- | --------- | --------- | ------------- | ------------- | ------------- | ------ | ------ | ------ |
| 2018–19            | «Брюгге»           | Л1                 | 14+6      | 1+3       | КБ                 | 1                  | 0                  | ЛЧ+ЛЄ     | 5+2       | 0         | СБ            | 0             | 0             | 28     | 4      |        |
| 2019–20            | «Брюгге»           | Л1                 | 15        | 0         | КБ                 | 3                  | 0                  | ЛЧ        | 7         | 1         | -             | -             | -             | 25     | 1      |        |
| Усього за «Брюгге» | Усього за «Брюгге» | Усього за «Брюгге» | 29+6      | 1+3       |                    | 4                  | 0                  |           | 12+2      | 1+0       |               | 0             | 0             | 53     | 5      |        |
| 2020–21            | «Вітесс»           | ЕД                 | 10        | 5         | КН                 | 0                  | 0                  | -         | -         | -         | -             | -             | -             | 10     | 5      |        |
| Усього за кар'єру  | Усього за кар'єру  | Усього за кар'єру  | 45        | 9         |                    | 4                  | 0                  |           | 14        | 1         |               | 0             | 0             | 63     | 10     |        |